# Vaccinium ceramense
Vaccinium ceramense är en ljungväxtart som beskrevs av Herman Otto Sleumer. Vaccinium ceramense ingår i Blåbärssläktet, och familjen ljungväxter. Inga underarter finns listade i Catalogue of Life.